# 17 juli
17 juli is de 198e dag van het jaar (199e dag in een schrikkeljaar) in de gregoriaanse kalender. Hierna volgen nog 167 dagen tot het einde van het jaar.

## Gebeurtenissen
- Algemeen

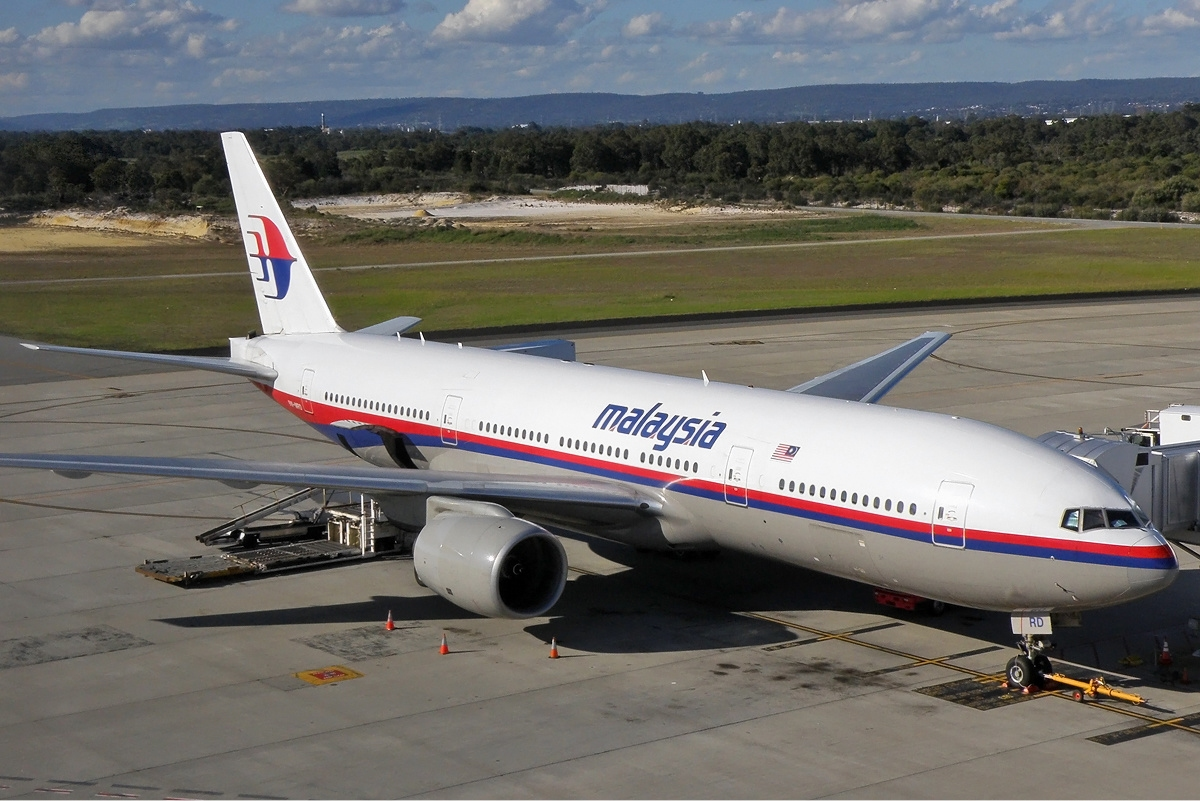
Het vliegtuig dat betrokken was bij de ramp met Malaysia Airlines-vlucht 17.

  - 1945 - Schilder Han van Meegeren wordt gearresteerd wegens het onder de naam Vermeer verkopen van eigen schilderwerken, waaronder Emmausgangers aan museum Boymans.
  - 1955 - In het Belgische Ploegsteert ontploft een niet gebruikte mijntunnel door blikseminslag. Er ontstaat een enorme krater.
  - 1996 - Een Boeing 747 van Trans World Airlines stort neer in de Atlantische Oceaan, voor de kust van Long Island. Alle 230 inzittenden komen om het leven.
  - 2004 - Een zeer actief onweersfront, voorafgegaan door een enorme shelf cloud, trekt over Nederland. Het KNMI registreert meer dan 80.000 ontladingen op deze dag.
  - 2006 - Een tsunami eist veel levens op het eiland Java. Deze tsunami is wel zwakker dan de tsunami in 2004. Zie aardbeving Java 2006.
  - 2007 - TAM Linhas Aéreas-vlucht 3054 crasht bij de landing tijdens regen in São Paulo. Dit is met 199 slachtoffers het dodelijkste luchtvaartongeval dat gebeurd is in Brazilië.
  - 2011 - Militaire aanklagers beginnen een onderzoek naar de diefstal uit een Roemeense trein van "militaire objecten" die bestemd waren voor Bulgarije.
  - 2012 - Een dag voor zijn 94ste verjaardag wordt oud-president Nelson Mandela van Zuid-Afrika geëerd met een naar hem vernoemd fossiel van een meer dan 5 miljoen jaar oude specht: de Australopicus nelsonmandelai is de oudste specht die ooit in Afrika is gevonden.
  - 2014 - Vlucht MH17 van Malaysia Airlines, onderweg van Schiphol naar Kuala Lumpur, stort neer nabij de Oekraïense stad Donetsk. Hierbij komen alle 298 inzittenden om, waaronder 196 Nederlanders en 4 Belgen.
- Economie
  - 1970 - Op last van de Nederlandse regering wordt besloten de wagonfabriek Werkspoor Utrecht te sluiten.
- Infrastructuur
  - 1992 - Minister Theo Kelchtermans lanceert een denkoefening om vrachtverkeer ook in de Antwerpse Kennedytunnel tol te laten betalen.
- Media
  - 1968 - In Londen gaat de Beatles-tekenfilm Yellow Submarine in première.
- Oorlog
  - 330 v.Chr. - Koning Darius III wordt in Bactrië door de Perzische satraap Bessus vermoord.
  - 1586 - De stad Axel is door Prins Maurits op de Spanjaarden veroverd.
  - 1936 - Begin van de Spaanse Burgeroorlog met een muiterij in Marokko.
  - 1942 - Het eerste transport met Nederlandse joden komt aan in kamp Birkenau.
  - 1943 - De geallieerde bombardementen op Amsterdam-Noord. Ze waren gericht op de Fokker vliegtuigfabrieken in Amsterdam-Noord. Geen enkele bom raakte de fabriek, wel de huizen in de omgeving.
  - 2023 - De Krimbrug raakt beschadigd door explosies, het weggedeelte op de brug is de komende maanden slechts in één richting bruikbaar. Er zouden twee doden en een gewonde zijn gevallen. Volgens Russische bronnen zitten de Oekraïense veiligheidsdienst en -marine achter de aanval.[1][2]
- Politiek
  - 1642 - Graaf Willem van Nassau-Siegen wordt opgevolgd door zijn halfbroer Johan Maurits.
  - 1831 - Koning Leopold I komt naar België.
  - 1918 - De Russische tsaar Nicolaas II en zijn gezin worden, na anderhalf jaar verbanning, op last van de nieuwe plaatselijke Sovjetleiders gefusilleerd in Jekaterinenburg.
  - 1951 - Prins Boudewijn wordt Koning der Belgen.
  - 1954 - Herverkiezing van Theodor Heuss als bondspresident van West-Duitsland.
  - 1987 - Oostenrijk stelt zich kandidaat voor toetreding tot de EEG.
  - 1990 - Tijdens een overleg tussen de vier geallieerden, Polen en de twee Duitslanden in Parijs wordt een akkoord gesloten over het voortbestaan van de Oder-Neissegrens na de Duitse hereniging.
  - 1992 - Het Slowaakse deelstaatparlement neemt een resolutie aan over de onafhankelijkheidsverklaring.
  - 1993 - Ruud Lubbers wordt de tot nu toe langstzittende premier uit de Nederlandse geschiedenis.
- Recreatie
  - 1955 - Het allereerste Disneypark ter wereld, het Disneyland Park te Anaheim, wordt geopend.
  - 1989 - In het Disneyland Park te Anaheim wordt de attractie Splash Mountain geopend.
  - 2009 - De film 'Harry Potter en de halfbloed prins' komt uit.
- Sport
  - 1916 - Het Uruguayaans voetbalelftal wint de eerste editie van de Copa América door naaste concurrent Argentinië in de slotwedstrijd op 0-0 te houden.
  - 1927 - De Luxemburgse wielrenner Nicolas Frantz wint de 21e editie van de Ronde van Frankrijk.
  - 1946 - Het IJslands voetbalelftal speelt de eerste officiële interland uit de geschiedenis en gaat in Reykjavik met 3-0 onderuit tegen Denemarken.
  - 1951 - Wim van Est rijdt als eerste Nederlander in de Gele Trui na de 12e etappe in de Tour de France.
  - 1963 - In IJmuiden wordt voetbalclub Telstar opgericht na een fusie tussen VSV en Stormvogels.
  - 1993 - Wielrenner Graeme Obree verbetert in het Vikingskipet van Hamar het negen jaar oude werelduurrecord van Francesco Moser (51,151 kilometer) en brengt het op 51,596 km.
  - 1994 - Brazilië wint in de Verenigde Staten de wereldtitel door Italië na strafschoppen te verslaan in de finale van het WK voetbal.
  - 2005 - Nederland wordt voor de 18e keer Europees kampioen honkbal door Italië met 15-0 (in zeven innings) te verslaan.
  - 2011 - Japan wint het zesde WK voetbal voor vrouwen door Amerika in de finale na strafschoppen te verslaan.
  - 2013 - In Gent wordt het nieuwe stadion, de Ghelamco Arena, geopend.
  - 2014 - Oprichting van de Indiase voetbalclub Delhi Dynamos FC.
  - 2015 - De politie in Bolivia arresteert de president van de nationale voetbalbond, Carlos Chávez, op verdenking van corruptie.
  - 2017 - Ferry Weertman pakt de wereldtitel bij 10 kilometer openwaterzwemmen in Boedapest.
  - 2023 - Bij de WK para-atletiek in Parijs wint de Nederlandse atleet Joël de Jong een gouden medaille op de 100 meter sprint in de T63-klasse. Hij blijft de Braziliaan Vinicius Gonçalves en de Duitser Leon Schäfer net voor.[3]
  - 2023 - De Nederlandse atlete Kimberley Alkemade pakt een zilveren medaille op de 200 meter sprint in de klasse T64 bij de WK para-atletiek in Parijs (Frankrijk). Irmgard Bensusan uit Duitsland volbrengt de afstand als snelste.[3]
- Wetenschap en technologie
  - 1871 - Op de Académie des Sciences in Parijs stelt Zénobe Gramme zijn eerste dynamo voor. Deze dynamo was het vertrekpunt van de moderne elektrische industrie.
  - 1959 - Mary Leakey vindt de oudst bekende, menselijke schedel in Tanzania.
  - 1962 - De Amerikaanse testpiloot Bob White verbreekt het wereldrecord voor de hoogste vlucht met een vliegtuig. In zijn X-15 vliegtuig met raketmotor weet hij een hoogte te bereiken van zo'n 96 kilometer.[4]
  - 1975 - Drie astronauten en twee kosmonauten koppelen in de ruimte een Apollo aan een Sojoez in het kader van het Apollo-Sojoez Test Project.[5]
  - 2022 - Lancering van een Falcon 9 raket van SpaceX vanaf Kennedy Space Center Lanceercomplex 40 voor de Starlink group 4-22 missie met 53 Starlink satellieten.[6]
  - 2023 - De periodieke komeet P/2023 B1 (PANSTARRS) bereikt het perihelium van zijn baan rond de zon tijdens deze verschijning.[7]
  - 2023 - De Australische ruimtevaartorganisatie Australian Space Agency meldt dat er op een strand in de buurt van Jurien Bay een object is aangetroffen dat mogelijk afkomstig zou kunnen zijn van een 'buitenlands lanceervehikel'. De organisatie zegt in contact te staan met andere ruimtevaartorganisaties die eventueel meer informatie over het object zouden kunnen verschaffen.[8][9] (Zie ook 31 juli).

## Geboren

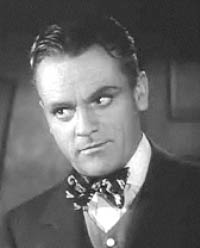
James Cagney
geboren in 1899

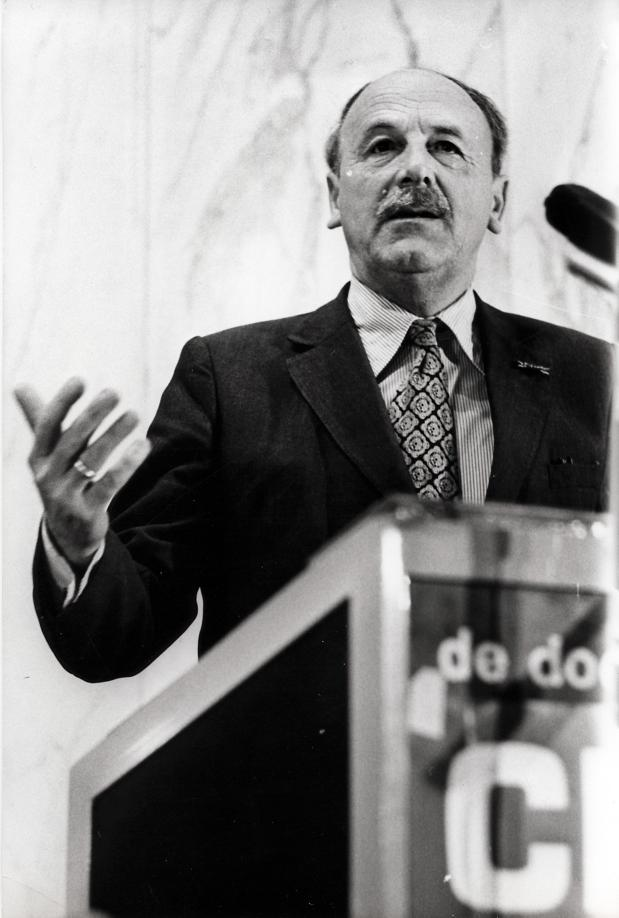
Maarten Schakel sr.
geboren in 1917

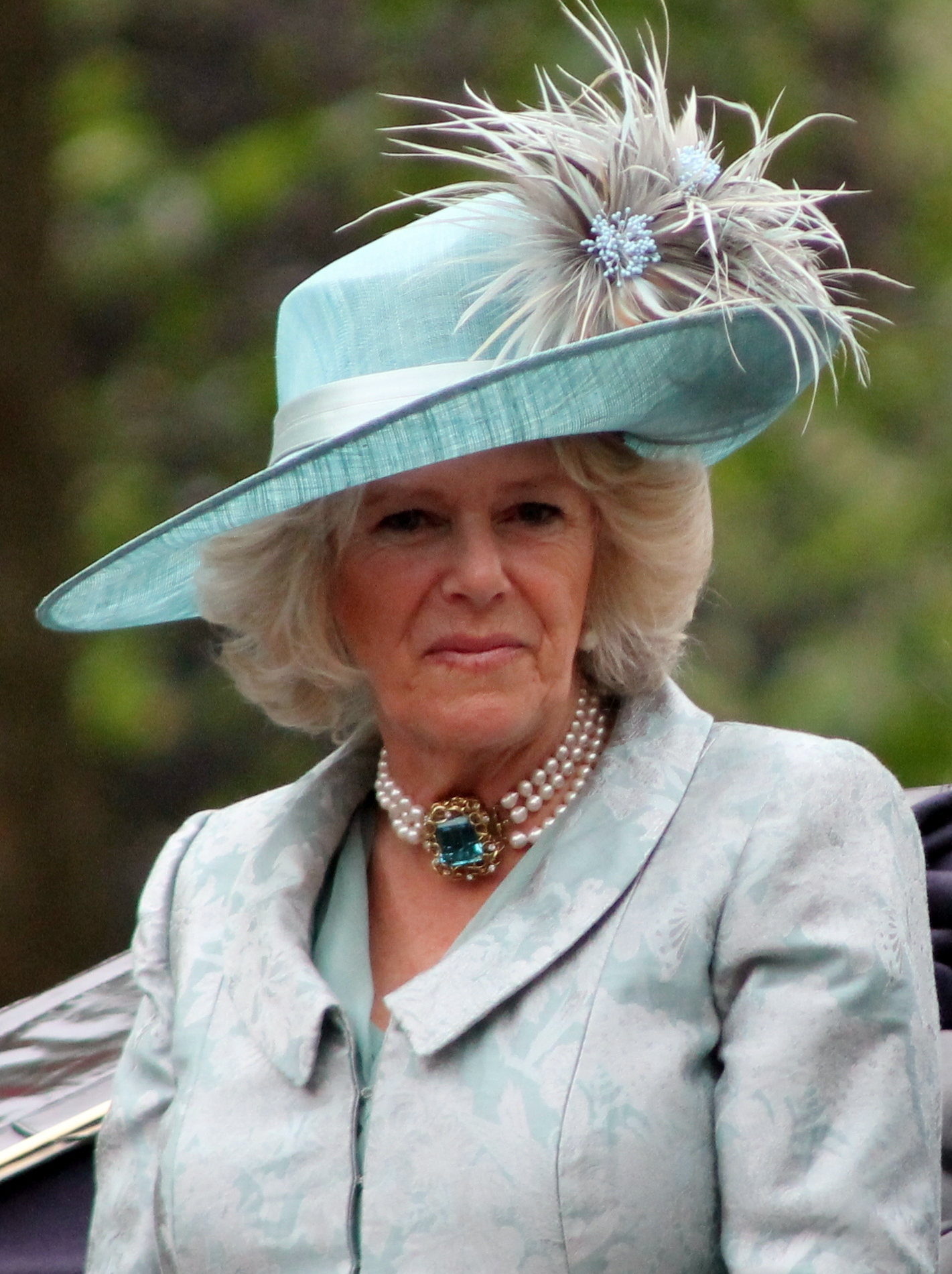
Camilla Parker Bowles
geboren in 1947

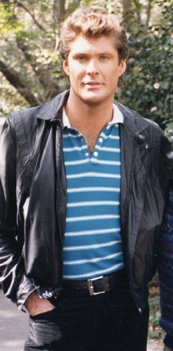
David Hasselhoff
geboren in 1952

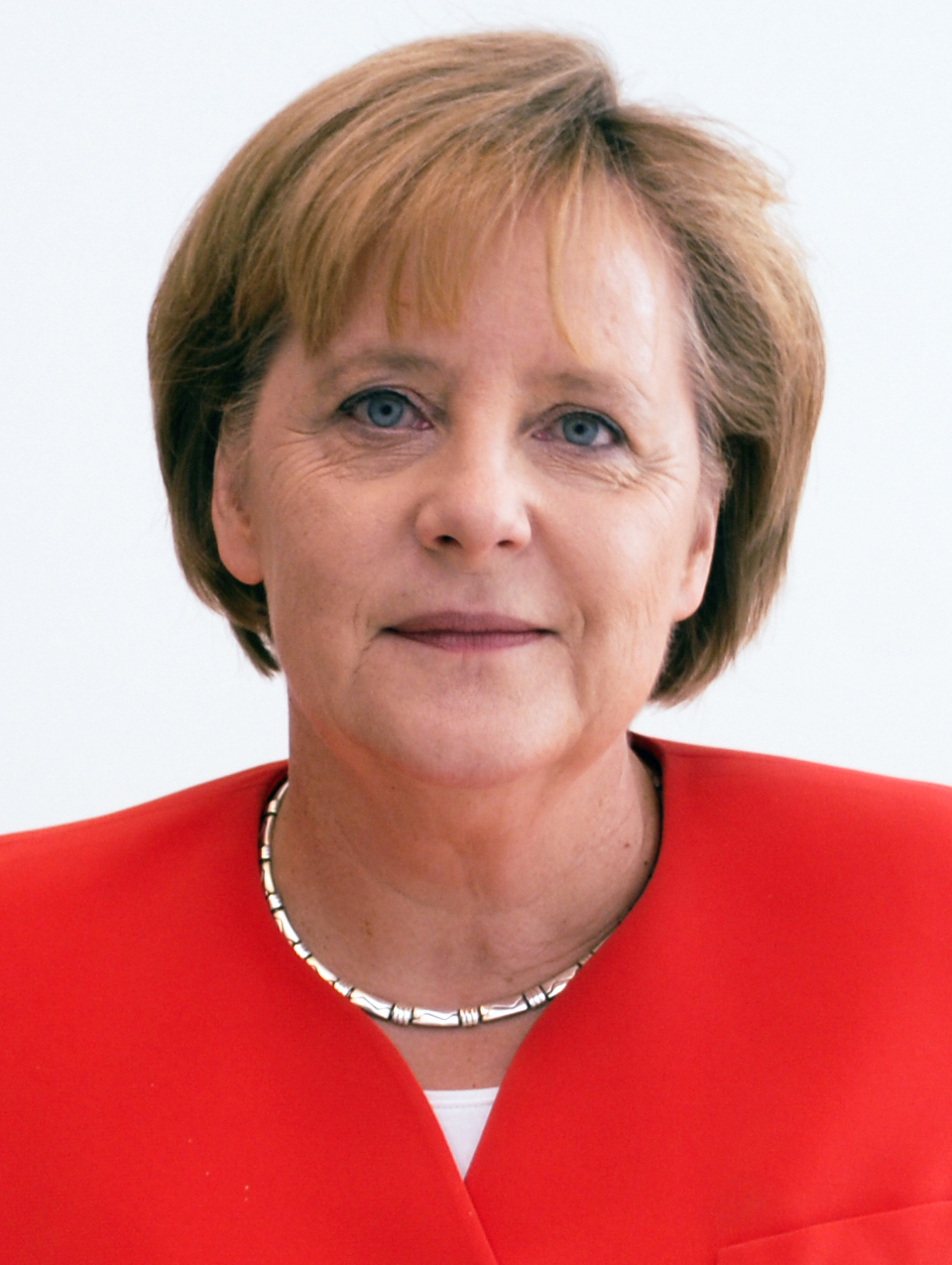
Angela Merkel
geboren in 1954

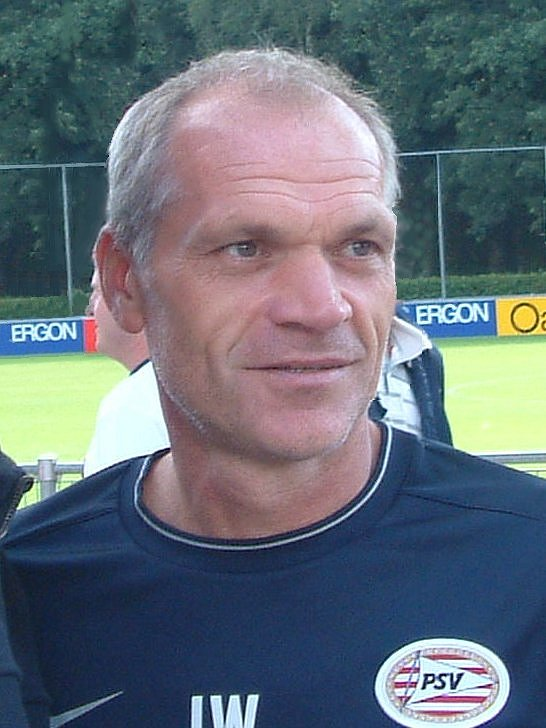
Jan Wouters
geboren in 1960

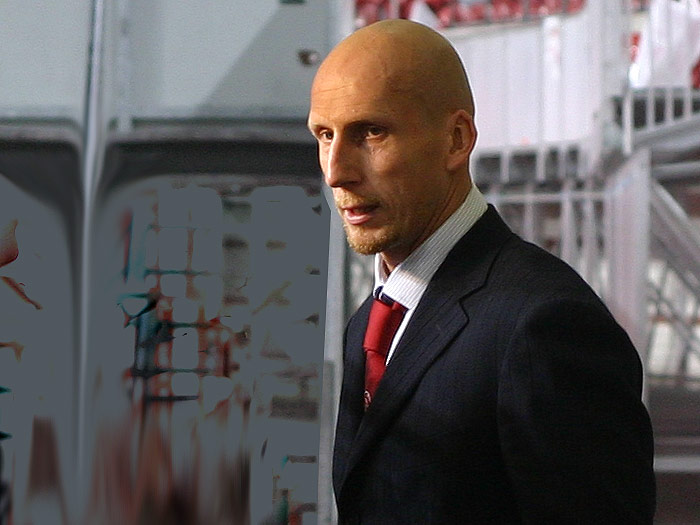
Jaap Stam
geboren in 1972

- 1738 - Jean-Baptiste Grenouille, romanfiguur (overleden 1767)
- 1827 - Frederick Augustus Abel, Engels chemicus (overleden 1902)
- 1828 - George Bernard O'Neill, Engels kunstschilder (overleden 1917)
- 1862 - Oscar Levertin, Zweeds schrijver, literatuurhistoricus en literatuurcriticus (overleden 1906)
- 1865 - Herman Isidor Oppenheim, Nederlands drukker en uitgever (overleden 1939)
- 1868 - Thorvald Otterstrom, Deens/Amerikaans componist (overleden 1942)
- 1876 - Maksim Litvinov, Russisch bolsjewiek (overleden 1951)
- 1882 - James Somerville, Brits admiraal (overleden 1949)
- 1883 - Friedrich Ahlers-Hestermann, Duits kunstschilder en lithograaf (overleden 1973)
- 1886 - Oscar Vankesbeeck, Belgisch politicus (overleden 1943)
- 1890 - Alie Smeding, Nederlands romanschrijfster (overleden 1938)
- 1894 - Georges Lemaître, Belgisch astronoom (overleden 1966)
- 1899 - James Cagney, Amerikaans acteur (overleden 1986)
- 1901 - Luigi Chinetti, Italiaans-Amerikaans autocoureur (overleden 1994)
- 1902 - Arnold Pihlak, Estisch voetballer (overleden 1982)
- 1905 - Abraham Patusca da Silveira (Araken), Braziliaans voetballer (overleden 1990)
- 1912 - Erwin Bauer, Duits autocoureur (overleden 1958)
- 1912 - Pál Kovács, Hongaars schermer (overleden 1995)
- 1914 - James Purdy, Amerikaans schrijver (overleden 2009)
- 1917 - Phyllis Diller, Amerikaans actrice en comédienne (overleden 2012)
- 1917 - Maarten Schakel, Nederlands politicus (overleden 1997)
- 1918 - Red Sovine, Amerikaans countryzanger (overleden 1980)
- 1919 - Alan Cottrell, Brits metallurgist en fysicus (overleden 2012)
- 1920 - Juan Antonio Samaranch, Spaans politicus, diplomaat en bestuurder (o.a. president van het Internationaal Olympisch Comité) (overleden 2010)
- 1925 - Gerard Kolthoff, Nederlands politicus en burgemeester (overleden 2010)
- 1925 - Anita Lasker-Wallfisch, Duits-Brits celliste en holocaustoverlevende
- 1927 - Prosper Ego, Nederlands politiek activist (oprichter Oud-Strijders Legioen) (overleden 2015)
- 1932 - Wojciech Kilar, Pools componist (overleden 2013)
- 1932 - Quino (Joaquín Salvador Lavado), Argentijns cartoonist en striptekenaar (overleden 2020)
- 1933 - Carmelo Mifsud Bonnici, premier van Malta (overleden 2022)
- 1934 - Nico de Bruijn, Nederlands voetballer (overleden 2022)
- 1935 - J. Max Bond Jr., Amerikaans architect (overleden 2009)
- 1935 - Diahann Carroll, Amerikaans actrice (overleden 2019)
- 1935 - Eelke de Jong, Nederlands schrijver en schaapherder (overleden 1987)
- 1935 - Peter Schickele, Amerikaans componist, muziekpedagoog, musicoloog en schrijver (overleden 2024)
- 1935 - Donald Sutherland, Canadees acteur (overleden 2024)
- 1937 - Perry Dijkstra, Nederlands auteur, acteur en theatermaker (overleden 2010)
- 1938 - Peter-Jörg Splettstößer, Duits schilder (overleden 2024)
- 1939 - Spencer Davis, Engels gitarist en zanger (overleden 2020)
- 1939 - Milva (Maria Ilva Biolcati), Italiaans zangeres, actrice en tv-presentatrice (overleden 2021)
- 1939 - Valeri Voronin, Russisch voetballer (overleden 1984)
- 1940 - Francisco Toledo, Mexicaans kunstschilder (overleden 2019)
- 1944 - Jean-Claude Brisseau, Frans filmregisseur en filmproducent (overleden 2019)
- 1944 - Catherine Schell, Brits-Hongaars actrice
- 1944 - Carlos Alberto Torres, Braziliaans voetballer en voetbalcoach (overleden 2016)
- 1946 - Bob Allen, Amerikaans basketballer
- 1946 - Eric Leman, Belgisch wielrenner
- 1946 - Harmke Pijpers, Nederlands journaliste, presentatrice en voice-over
- 1946 - Reid Reilich, Amerikaans songwriter (overleden 1999)
- 1947 - Camilla Parker Bowles, koningin-gemalin van het Verenigd Koninkrijk, echtgenote van koning Charles III
- 1948 - Ron Asheton, Amerikaans gitarist (overleden 2009)
- 1949 - Geezer Butler, Brits bassist
- 1949 - Novica Tadić, Servisch dichter (overleden 2011)
- 1949 - Maeve van der Steen, Nederlands actrice
- 1950 - Rob Guest, Nieuw-Zeelands (musical)acteur en zanger (overleden 2008)
- 1950 - Derek de Lint, Nederlands acteur
- 1951 - Bobby Vosmaer, Nederlands voetballer
- 1952 - David Hasselhoff, Amerikaans acteur en zanger
- 1952 - Thé Lau, Nederlands schrijver en zanger (overleden 2015)
- 1953 - Anton Brand, Nederlands schrijver
- 1954 - Angela Merkel, Duits politica (bondskanselier 2005-2021)
- 1954 - Eduardo Romero, Argentijns golfer (overleden 2022)
- 1954 - J. Michael Straczynski, Amerikaans scenarioschrijver en producent
- 1954 - Richard Bekins, Amerikaans acteur
- 1957 - Wendy Freedman, Canadees-Amerikaans astronoom en astrofysicus
- 1958 - Wong Kar-Wai, Chinees regisseur
- 1959 - Michael Lennon, Amerikaans zanger/gitarist
- 1960 - Britta Böhler, Duits advocate
- 1960 - Erno Bouma, Nederlands meteoroloog
- 1960 - Johann Lienhart, Oostenrijks wielrenner
- 1960 - Andrea Mandorlini, Italiaans voetballer en voetbaltrainer
- 1960 - Jan Wouters, Nederlands voetballer en voetbaltrainer
- 1961 - António Costa, Portugees (euro)politicus: premier van Portugal (2015-2024); vanaf 2024 voorzitter van de Europese Raad
- 1962 - Samuel Fosso, Kameroens fotograaf
- 1962 - Patricio Mardones, Chileens voetballer
- 1963 - Herman Hofstee, Nederlands atleet
- 1963 - Matti Nykänen, Fins schansspringer (overleden 2019)
- 1966 - Lou Barlow, Amerikaans muzikant
- 1967 - Stefaan Lammens, Belgisch sportjournalist
- 1969 - Karin Brienesse, Nederlands zwemster
- 1969 - Jaan Kirsipuu, Ests wielrenner
- 1969 - Wendy Nicolls, Brits atlete
- 1969 - Robert Thornton, Schots darter
- 1970 - Werner De Smedt, Belgisch acteur
- 1971 - Dražen Brnčić, Kroatisch voetballer
- 1971 - Wilma van Hofwegen, Nederlands zwemster
- 1971 - Nico Mattan, Belgisch wielrenner
- 1971 - Mariëlle Tweebeeke, Nederlands journaliste en presentatrice
- 1972 - Jaap Stam, Nederlands voetballer
- 1972 - Andy Whitfield, Welsh acteur en model (overleden 2011)
- 1973 - Claudia Riegler, Oostenrijks snowboardster
- 1974 - Denny Ebbers, Nederlands judoka (overleden 2015)
- 1974 - Tonny de Jong, Nederlands schaatsster
- 1974 - Claudio López, Argentijns voetballer
- 1974 - Sven De Ridder, Belgisch acteur
- 1975 - Mirano Carrilho, Nederlands voetballer
- 1975 - Daffney, Amerikaans-Duits worstelaar (overleden 2021)
- 1975 - Alexander Georgiev, Russisch dammer
- 1975 - Loretta Harrop, Australisch triatlete
- 1975 - Vincent Vittoz, Frans langlaufer
- 1976 - Anders Svensson, Zweeds voetballer
- 1976 - Arjen Bultsma, Nederlands priester
- 1977 - Leif Hoste, Belgisch wielrenner
- 1977 - Mario Stecher, Oostenrijks Noordse combinatieskiër
- 1978 - Justine Triet, Frans filmregisseuse en scenarioschrijfster
- 1979 - Jean Counet, Nederlands filmregisseur
- 1979 - Ilse Liebens, Belgisch presentatrice en journaliste
- 1980 - Ovidiu Haţegan, Roemeens voetbalscheidsrechter
- 1980 - Rashid Ramzi, Marokkaans-Bahreins atleet
- 1981 - Noemi Cantele, Italiaans wielrenster
- 1981 - Anthony West, Australisch motorcoureur
- 1982 - Sidi Alioum, Kameroens voetbalscheidsrechter
- 1982 - René Herms, Duits atleet (overleden 2009)
- 1982 - Mulugeta Wami, Ethiopisch atleet
- 1983 - Aleksej Chatylev, Wit-Russisch schaatser
- 1983 - Christian Grindheim, Noors voetballer
- 1983 - Marco Né, Ivoriaans voetballer
- 1984 - Katie Uhlaender, Amerikaans skeletonster
- 1985 - Miguel Britos, Uruguayaans voetballer
- 1985 - Tom Fletcher, Engels gitarist en zanger
- 1986 - Jergé Hoefdraad, Nederlands voetballer (overleden 2021)
- 1986 - Hot Marijke, Belgisch prostituee
- 1987 - Jan Charouz, Tsjechisch autocoureur
- 1987 - Isabel Derungs, Zwitsers snowboardster
- 1987 - Jacob Dilßner, Duits dj/producer
- 1988 - Guo Yue, Chinees tafeltennisster
- 1988 - Giovanni Codrington, Nederlands atleet
- 1989 - Evelyn Verrasztó, Hongaars zwemster
- 1990 - Sonny Bosz, Nederlands voetballer
- 1990 - Omar Fraile, Spaans wielrenner
- 1990 - Evandro Gonçalves Oliveira Júnior, Braziliaans beachvolleyballer
- 1990 - Sofie Oosterwaal, Nederlands topmodel
- 1990 - Mattie Stepanek, Amerikaans auteur en vredestichter (overleden 2004)
- 1991 - Sergej Chizjnitsjenko, Kazachs voetballer
- 1992 - Mehdy Metella, Frans zwemmer
- 1992 - Sverre Lunde Pedersen, Noors langebaanschaatser
- 1994 - Victor Lindelöf, Zweeds voetballer
- 1994 - Benjamin Mendy, Frans-Senegalees voetballer
- 1995 - Mina Fürst Holtmann, Noors alpineskiester
- 1995 - Michela Moioli, Italiaans snowboardster
- 1997 - Amadou Diawara, Guinees voetballer
- 1998 - Ferdinand Dahl, Noors freestyleskiër
- 1998 - Laura van Kaam, Nederlands zangeres
- 1998 - Hanna Lundkvist, Zweeds voetbalster
- 2001 - Isibeal Atkinson, Iers voetbalster
- 2001 - Roy Hoogendoorn, Nederlands wielrenner en marathonschaatser
- 2002 - Wang Jianjiahe, Chinees zwemster
- 2002 - Enzo Millot, Frans-Martinikaans voetballer
- 2002 - Duco Telgenkamp, Nederlands hockeyer
- 2003 - Alex García, Mexicaans autocoureur
- 2003 - Jade Vansteenkiste, Belgisch gymnaste
- 2004 - Jet Kok, Nederlands volleybalster

## Overleden

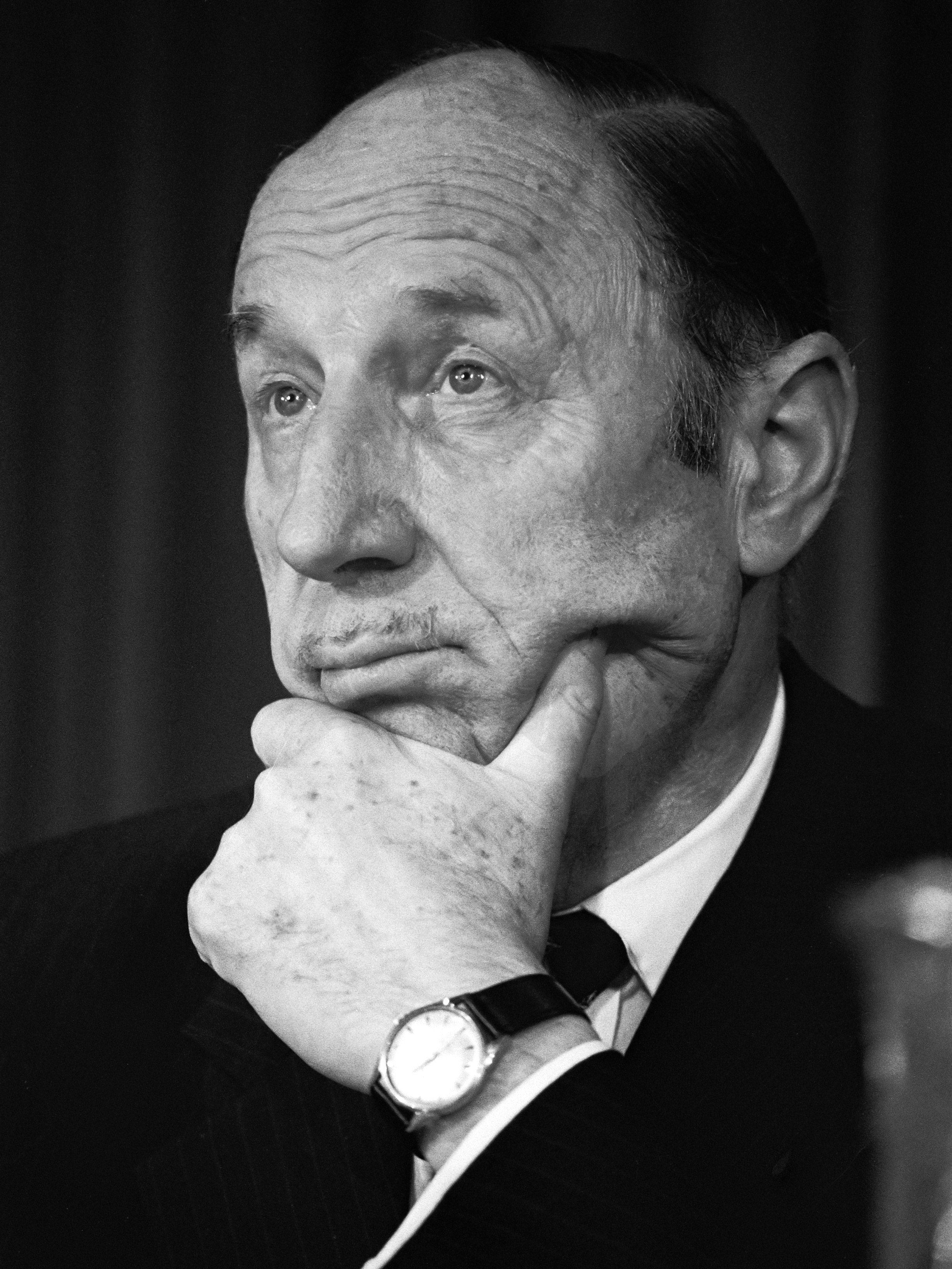
Joseph Luns
overleden in 2002

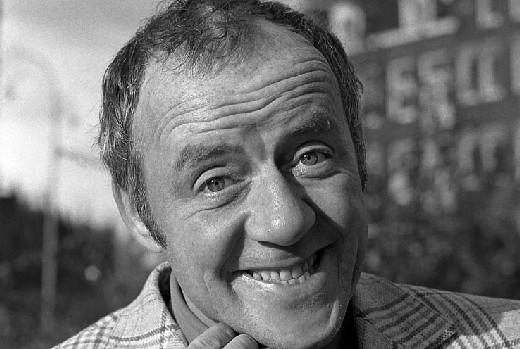
John Kraaykamp sr.
overleden in 2011

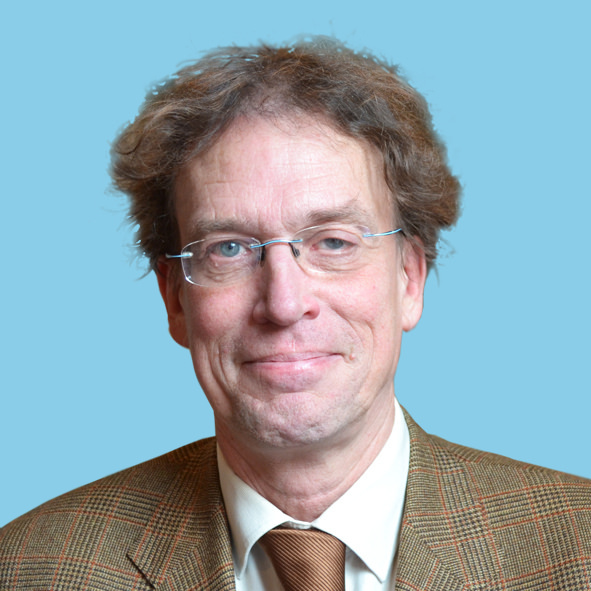
Willem Witteveen
overleden in 2014 als gevolg van de vliegtuigramp boven Oost-Oekraïne

- 521 - Magnus Felix Ennodius, bisschop van Pavia
- 1085 - Robert Guiscard (~70), hertog van Apulië
- 1642 - Willem van Nassau-Siegen (49), graaf van Nassau-Siegen en veldmaarschalk van het Staatse leger
- 1790 - Adam Smith (67), Schots econoom
- 1793 - Charlotte Corday d'Armont (24), moordenares van Jean-Paul Marat
- 1864 - Dirk Donker Curtius (71), Nederlands minister
- 1903 - James McNeill Whistler (69), Amerikaans kunstschilder
- 1912 - Henri Poincaré (58), Frans wiskundige
- 1907 - Hector Malot (77), Frans schrijver
- 1918 - Tsaar Nicolaas II van Rusland (50), tezamen met zijn vrouw Alexandra Fjodorovna (46) en hun kinderen: Olga (22), Tatjana (21), Maria (19), Anastasia (17) en Aleksej (13)
- 1925 - Lovis Corinth (67), Duits kunstschilder
- 1927 - Martin-Hubert Rutten (85), Belgisch bisschop van Luik
- 1928 - Giovanni Giolitti (85), Italiaans politicus
- 1945 - Ernst Busch (60), Duits veldmaarschalk
- 1954 - Wally Campbell (28), Amerikaans autocoureur
- 1959 - Billie Holiday (44), Amerikaans jazz- en blueszangeres
- 1967 - John Coltrane (40), Amerikaans jazzmuzikant
- 1976 - Leendert Overduin (75), Nederlands predikant en verzetsstrijder
- 1977 - Jan Blankers (73), Nederlands atleet, atletiekcoach en sportjournalist
- 1982 - Catharina Hesterman (79), Nederlands schoonspringster
- 1984 - Dave Baan (76), Nederlands bokser
- 1984 - Karl Wolff (84), SS-Obergruppenführer
- 1995 - Juan Manuel Fangio (84), Argentijns coureur
- 1996 - Chas Chandler (57), Engels basgitarist en producer
- 1996 - Paul Touvier (81), Frans oorlogsmisdadiger
- 1998 - Lamberto Gardelli (82), Italiaans dirigent
- 1999 - Viktor Liberman (68), Russisch violist en dirigent
- 2001 - Katharine Graham (84), Amerikaans krantenuitgeefster
- 2001 - Wilhelm Simetsreiter (86), Duits voetballer
- 2002 - Joseph Luns (90), Nederlands politicus en secretaris-generaal van de NAVO
- 2003 - David Kelly (59), Engels microbioloog
- 2005 - Edward Heath (89), Brits politicus
- 2005 - Hans Roelen (84), Nederlands politicus
- 2005 - Rie Vierdag (99), Nederlands zwemster
- 2006 - Mickey Spillane (88), Amerikaans acteur en schrijver
- 2007 - Teresa Stich-Randall (79), Amerikaans operazangeres
- 2009 - Meir Amit (88), Israëlisch generaal, inlichtingenofficier en politicus
- 2009 - Walter Cronkite (92), Amerikaans televisiepersoonlijkheid
- 2009 - Vladimir Iljin (81), Sovjet voetballer en trainer
- 2009 - Leszek Kołakowski (81), Pools filosoof
- 2009 - Jean Margéot (93), Mauritiaans kardinaal
- 2009 - Marry Visser-van Doorn (69), Nederlands politicus
- 2009 - Gordon Waller (65), Brits popmuzikant
- 2011 - John Kraaijkamp sr. (86), Nederlands acteur
- 2012 - Morgan Paull (67), Amerikaans acteur
- 2013 - Vincenzo Cerami (72), Italiaans scenarioschrijver
- 2014 - Henry Hartsfield (80), Amerikaans astronaut
- 2014 - Joep Lange (59), Nederlands medisch wetenschapper
- 2014 - Otto Piene (86), Duits kunstenaar
- 2014 - Elaine Stritch (89), Amerikaans actrice
- 2014 - Willem Witteveen (62), Nederlands politicus en rechtsgeleerde
- 2015 - Andal Ampatuan sr. (74), Filipijns politicus
- 2015 - Édson Cegonha (72), Braziliaans voetballer
- 2015 - Dick van Bekkum (89), Nederlands medicus-radiobioloog
- 2015 - Jules Bianchi (25), Frans autocoureur
- 2015 - Carla van der Does (57), Nederlands triatlete
- 2015 - Nova Pilbeam (95), Engels actrice
- 2016 - Rafael Aguilar Talamantes (76), Mexicaans politicus
- 2016 - Achille Casanova (74), Zwitsers politicus
- 2016 - Paul Johnson (81), Amerikaans ijshockeyspeler
- 2017 - Harvey Atkin (74), Canadees (stem)acteur
- 2017 - Karl-Heinz Schulmeister (92), Duits historicus en Oost-Duits politicus
- 2018 - Marjo Vreekamp-Van den Berg (76), Nederlands ondernemer
- 2020 - Jekaterina Aleksandrovskaja (20), Russisch-Australisch kunstschaatsster
- 2020 - Zenon Grocholewski (80), Pools kardinaal
- 2020 - Zizi Jeanmaire (96), Frans balletdanseres, zangeres en actrice
- 2020 - John Robert Lewis (80), Amerikaans mensenrechtenactivist en politicus
- 2020 - Silvio Marzolini (79), Argentijns voetballer
- 2020 - James Packer (93), Brits-Canadees theoloog
- 2020 - Marian Wieckowski (86), Pools wielrenner
- 2021 - Dick van Zanten (85), Nederlands schaatser en sportbestuurder
- 2022 - Eric Flint (75), Amerikaans auteur en uitgever
- 2023 - Vanderlei Eustáquio de Oliveira (Palhinha) (73), Braziliaans voetballer en voetbaltrainer
- 2024 - Cheng Pei-pei (78), Chinees actrice
- 2024 - Kea Homan (85), Nederlands schilder en graficus
- 2025 - Felix Baumgartner (56), Oostenrijks skydiver en basejumper
- 2025 - Delivio Misiedjan (12), Nederlands acteur
- 2025 - Udo Voigt (73), Duits politicus

## Viering/herdenking
- Wereldemojidag
- Dag van de Japanse zonnegodin Amaterasu
- Rooms-Katholieke kalender:
  - Heilige Fredegand van Deurne († c. 730) - Gedachtenis (in aartsbisdom Mechelen-Brussel, bisdom Antwerpen en bisdom Namen)
  - Heilige Turninus van Antwerpen († 8e eeuw)
  - Heilige Marcellina van Milaan († c. 398)
  - Heilige Alexius van Edessa († c. 404)
  - Heilige Pavel Gojdič († 1960)
  - Heilige Paus Leo IV († 855)
  - Heilige Hedwig van Polen († 1399)
  - Zaligen 16 Martelaressen van Compiègne met o.a. Anne-Marie Thouret en Françoise Croissy († 1794)
  - Zalige Ceslas van Polen († 1242)
- Russisch-orthodoxe kalender:
  - Heiligen Nicolaas II van Rusland en zijn vrouw Alexandra en hun kinderen († 1918)
- Yamahoko in Kyoto

## Weerextremen

### Nederland
| | Officiële records | Officiële records | Officiële records |      | Landelijke records | Landelijke records | Landelijke records |
| Gebeurtenis | Jaar              | Extreem           | Locatie           | Jaar | Extreem            | Locatie            |                    |
| --- | ----------------- | ----------------- | ----------------- | ---- | ------------------ | ------------------ | ------------------ |
| Laagste etmaalgemiddelde temperatuur (°C) | 1971              | 11,7              | De Bilt           |      | 1971               | 10,4               | Twenthe            |
| Hoogste etmaalgemiddelde temperatuur (°C) | 2006              | 24,1              | De Bilt           |      | 2015               | 26,0               | Maastricht         |
| Laagste minimumtemperatuur (°C) | 1971              | 4,4               | De Bilt           |      | 1971               | 3,0                | Deelen             |
| Hoogste minimumtemperatuur (°C) | 1976              | 17,8              | De Bilt           |      | 2015               | 19,7               | Maastricht         |
| Laagste maximumtemperatuur (°C) | 1907              | 15,9              | De Bilt           |      | 1922               | 13,7               | Maastricht         |
| Hoogste maximumtemperatuur (°C) | 1983              | 33,2              | De Bilt           |      | 1929               | 34,5               | Maastricht         |
| Hoogste uurgemiddelde windsnelheid (m/s) | 1920, 1946, 1954  | 11,3              | De Bilt           |      | 1915               | 19,0               | Vlissingen         |
| Hoogste windstoot (m/s) | 1954              | 22,1              | De Bilt           |      | 2004               | 28,0               | Hoek van Holland   |
| Langste zonneschijnduur (uur) | 2006              | 15,0              | De Bilt           |      | 2006               | 15,5               | Leeuwarden         |
| Langste neerslagduur (uur) | 1954              | 20,5              | De Bilt           |      | 1954               | 20,5               | De Bilt            |
| Hoogste etmaalsom van de neerslag (mm) | 1954              | 28,4              | De Bilt           |      | 1987               | 49,5               | De Kooy            |
| Laagste etmaalgemiddelde relatieve vochtigheid (%) | 2006              | 52                | De Bilt           |      | 2006               | 43                 | Eindhoven          |
| Laagste uurwaarde luchtdruk op zeeniveau (hPa) | 1954              | 989,2             | De Bilt           |      | 1954               | 987,4              | Leeuwarden         |
| Hoogste uurwaarde luchtdruk op zeeniveau (hPa) | 1996              | 1030,7            | De Bilt           |      | 1996               | 1031,4             | De Kooy            |
| Officiële records worden altijd gemeten op het KNMI-weerstation in De Bilt. Landelijke records kunnen worden gemeten op elk officieel KNMI-weerstation in Nederland. |                   |                   |                   |      |                    |                    |                    |

Uitzonderlijke gebeurtenissen
- 1910 - Laatste officiële zomerse dag van het jaar (maximumtemperatuur ≥ 25 °C in De Bilt)
- 1918 - Officieel hoogste minimumtemperatuur in °C van het jaar gemeten in De Bilt: 17,3
- 1920 - Laatste officiële zomerse dag van het jaar (maximumtemperatuur ≥ 25 °C in De Bilt)
- 1929 - Eerste officiële tropische dag van het jaar (maximumtemperatuur ≥ 30 °C in De Bilt)
- 1954 - Officieel maandrecord langste neerslagduur in uren van juli gemeten in De Bilt: 20,5. Samen met 14 juli 2011
- 1955 - Eerste officiële tropische dag van het jaar (maximumtemperatuur ≥ 30 °C in De Bilt)

### België
Dagrecords
- 1889, 1966 en 1970 - Laagste etmaalgemiddelde temperatuur 12,1 °C
- 1852 - Hoogste etmaalgemiddelde temperatuur 26,2 °C
- 1851 en 1971 - Laagste minimumtemperatuur 7,6 °C
- 2006 - Hoogste maximumtemperatuur 31,9 °C
- 1954 - Hoogste etmaalsom van de neerslag 22,4 mm

Uitzonderlijke gebeurtenissen
- 1904 - Maximumtemperatuur van 36,4 °C in Virton en 35,7 °C in Leopoldsburg.
- 1948 - In 30 dagen valt 278 mm neerslag in Maredsous (Anhée), tussen 18 juni en 17 juli.
- 1971 - Het minimum daalt nog tot 1,6 °C in Rochefort.
- 1987 - Neerslagtotaal: 82 mm neerslag in Wingene. Tornado veroorzaakt schade in Belsele (Sint-Niklaas).
- 2004 - Hagelschade op verschillende plaatsen in West-Vlaanderen.

<< · 1 · 2 · 3 · 4 · 5 · 6 · 7 · 8 · 9 · 10 · 11 · 12 · 13 · 14 · 15 · 16 · 17 · 18 · 19 · 20 · 21 · 22 · 23 · 24 · 25 · 26 · 27 · 28 · 29 · 30 · 31 · >>